# Humanes Coronavirus HKU1
Das Humane Coronavirus HKU1 (wissenschaftlich Human coronavirus HKU1, HCoV-HKU1) ist eine Art (Spezies) in der Virus-Familie Coronaviridae. Beim Menschen führt eine Infektion zu einer Erkrankung der oberen Atemwege mit Symptomen der Erkältung, kann jedoch auch zu Lungenentzündung und Bronchiolitis führen. Das Virus stammt ursprünglich von infizierten Mäusen.
Es wurde erstmals im Januar 2005 bei zwei Patienten in Hongkong entdeckt.
Nachfolgende Untersuchungen ergaben, dass es eine globale Verbreitung aufweist und schon früher entstanden sein muss.
Das Virus ist behüllt und hat ein Genom aus einer Einzelstrang-RNA mit positiver Polarität.
Die Virusteilchen (Virionen) treten in die Wirtszelle ein, indem sie an ihre N-Acetylneuraminsäure-Rezeptoren binden.
HCoV-HKU1 hat das Hämagglutinin-Esterase-Gen (HE-Gen, englisch hemagglutinin esterase gen), das es als Mitglied der Gattung Betacoronavirus und Untergattung Embecovirus (Equine und Murine Betacoronaviren) ausweist.

## Entdeckung
HCoV-HKU1 wurde erstmals im Januar 2005 von Woo et al. bei einem 71-jährigen Mann in Hongkong identifiziert, der mit einer akuten Atemnot und einer radiologisch bestätigten zweiseitigen Lungenentzündung (bilateralen Pneumonie) ins Krankenhaus eingeliefert wurde.
Der Patient war kurz zuvor aus Shenzhen (Festlandchina) nach Hongkong zurückgekehrt.

## Systematik

### Äußere Systematik
HCoV-HKU1 ist eines von sieben bekannten Coronaviren, die Menschen infizieren, neben
HCoV-229E,
HCoV-NL63,
HCoV-OC43 – diese vier summarisch auch englisch common cold Coronaviruses (ccCoVs) genannt; sowie
MERS-CoV,
dem ursprünglichen SARS-CoV (oder SARS-CoV-1) und
SARS-CoV-2 (dem Erreger von COVID-19).
Woo et al. waren zwar erfolglos bei ihren Versuchen, eine Zelllinie mit HCoV-HKU1 zu züchten. Sie konnten jedoch die vollständige Genomsequenz ermitteln.
Die phylogenetische Analyse zeigte, dass HCoV-HKU1 am engsten mit dem Maus-Hepatitis-Virus (MHV, engl. „murine hepatitis virus“, Spezies Murine coronavirus) verwandt ist. In derselben Spezies befindet sich auch das puffinosis coronavirus (PV), das Atlantiksturmtaucher (Puffinus puffinus) befällt. Etwas weiter verwandt ist die Spezies Betacoronavirus 1 mit dem humanpathogenen Vertreter HCoV-OC43. Alle diese Coronaviren gehören zur Untergattung Embecovirus.
Bei der Analyse der Gene RNA-abhängigen RNA-Polymerase (RdRp), Spike (S) und Nukleokapsid (N) wurden widersprüchliche phylogenetische Beziehungen entdeckt. Die vollständige Genomsequenzierung von 22 Stämmen von HCoV-HKU1 bestätigte, dass dies auf eine natürliche Rekombination (Reassortment) zurückzuführen war.
Diese Ergebnisse bestätigen einmal mehr, dass Coronaviren diese Fähigkeit besitzen, obwohl ihr RNA-Genom im Gegensatz zu Influenza-A-Viren aus nur einem einzigen Stück besteht (unsegmentiert oder monopartit). Einen solchen Vorgang muss es auch bei der Entstehung des ursprünglichen SARS-Virus SARS-CoV-1 gegeben haben. Auch bei der Entstehung von SARS-CoV-2, dem Erreger von COVID-19, wird ähnliches vermutet. Voraussetzung ist in jedem Fall – wie beim Influenza-A-Virus – die Doppelinfektion eines Wirts mit genetisch ähnlichen Virusstämmen.

### Innere Systematik
Nach NCBI werden heute drei Stämme oder Isolate N1 bis N3 der Spezies HCoV-HKU1 unterschieden:

## Epidemiologie
Eine Rückverfolgungsanalyse von SARS-CoV-negativen nasopharyngealen Aspiraten (das sind Proben aus dem Nasen-Rachenraum mit eingeatmetem Fremdmaterial) von Patienten mit Atemwegserkrankungen während der SARS-Pandemie 2002/2003 ergab bei einer Probe einer 35-jährigen Patientin mit Lungenentzündung den Nachweis von RNA von CoV-HKU1.
Nach den ersten Berichten über die Entdeckung von HCoV-HKU1 wurde das Virus im selben Jahr bei 10 Patienten in Nordaustralien identifiziert. Atemproben wurden zwischen Mai und August (d. h. im australischen Winter) entnommen.
Dabei zeigte sich, dass die meisten HCoV-HKU1-positiven Proben in den späteren Wintermonaten von Kindern stammten.
Die ersten bekannten Fälle in der westlichen Hemisphäre wurden 2005 durch Virologen am Yale-New Haven Hospital, New Haven (Connecticut) entdeckt.
Sie führten eine Studie mit Proben durch, die in einem Zeitraum von 7 Wochen (im Dezember 2001 bis Februar 2002) bei 851 Säuglingen und Kindern gesammelt worden waren. Diese Kinder hatten zum Zeitpunkt der Probenentnahme Infektionen der Atemwege (bei einem Mädchen so schwer, dass eine mechanische Beatmung erforderlich war). Proben von neun Kindern waren auf HCoV-HKU1 positiv (vorhanden) getestet worden, hingegen fielen Tests auf andere mögliche Ursachen wie das
- Humane Respiratorische Synzytialvirus (HRSV),
- Parainfluenzaviren (Typ 1–3) (HPIV-1 – -3)
- Influenza-A- und -B-virus (FLUA, FLUB) und
- Humane Adenoviren (HAdV)

durch direkte Immunfluoreszenztests, sowie
- Humanes Metapneumovirus (HMPV) und
- New Haven Coronavirus (HCoV-NH, einem Stamm der Spezies Humanes Coronavirus NL63, HCoV-NL63)[16]

durch Reverse-Transkriptase-Polymerase-Kettenreaktion (englisch reverse transcription polymerase chain reaction, RT-PCR)
negativ aus.
Die dabei in New Haven gefundenen Stämme sind daher insbesondere nicht mit dem Stamm HCoV-NH (New Haven Coronavirus) zu verwechseln, einem Stamm von HCoV-NL63. Stattdessen fanden die Forscher, dass die im Rahmen dieser Studie in New Haven identifizierten Stämme den in Hongkong gefundenen Stämmen ähnlich waren, was eine weltweite Verbreitung von HCoV-HKU1 nahelegt.
Im Juli 2005 wurden in Frankreich sechs weitere Fälle gemeldet. Die französischen Forscher verwendeten verbesserte Techniken zur Gewinnung des Virus aus nasopharyngealen Aspiraten und aus Stuhlproben.